# R-9 Desna
R-9 (NATO: SS-8 Sasin) a fost o rachetă balistică intercontinentală care a intrat în serviciu în URSS în 1964, retrasă în 1976.